# 標準環
数学では、（非特異な）代数多様体や複素多様体 V の 多重標準環(pluricanonical ring)は、次の標準バンドル K のベキの切断の次数付き環である。
{\displaystyle R(V,K)=R(V,K_{V})\,}
この n 番目の次数の要素（{\displaystyle n\geq 0} に対して)は、
{\displaystyle R_{n}:=H^{0}(V,K^{n}),\ }
であり、すなわち、標準バンドル K の n 番目のテンソル積 Kn の切断の空間である。
0 番目の次数の要素 {\displaystyle R_{0}} は自明なバンドルの切断で、V が射影的なときは 1 次元である。この次数付き環により定義された射影多様体を V の 標準モデル(canonical model)といい、標準モデル の次元を小平次元と言う。
V 上のラインバンドル L に似たような環を定義することができ、この類似な次元を 飯高次元 と言う。もし飯高次元が多様体の次元に等しいときに、ラインバンドルは 大きい と言う。

## 性質

### 双有理不変性
従って、標準環は小平次元のように双有理不変量であり、コンパクトで滑らかな複素多様体の間の任意の双有理写像は、それぞれの標準環の間の同型を導く。結論として、特異点のある空間の小平次元を特異点解消した（多様体の）小平次元として定義することができる。双有理性のおかげで、これはWell-definedで、つまり、特異点の解消方法の選択とは独立している。

### 双有理幾何学の基本予想
双有理幾何学の基本予想とは、多重標準環は有限生成であろうという予想である。このことは森プログラムの大きな一つのステップと考えられている。
Caucher Birkar, Paolo Cascini, and Christopher D. Hacon et al. (2010) Yum-Tong Siu (2006) はこの証明をしたことをアナウンスした。

## 多重種数
次元
{\displaystyle P_{n}=h^{0}(V,K^{n})=\operatorname {dim} \ H^{0}(V,K^{n})}
は、V の古典的に定義された n 番目の 多重種数 である。対応する因子の一次系を通した多重標準因子 {\displaystyle K^{n}} は、射影空間 {\displaystyle \mathbf {P} (H^{0}(V,K^{n}))=\mathbf {P} ^{P_{n}-1}} への写像を与え、この写像を n-標準写像(canonical map)と言う。
R の大きさは V の基本的な不変量であり、小平次元と呼ぶ。